# LG 프라다 II
LG 프라다 II(LG Prada II)는 LG전자가 2008년 11월에 출시한 피처폰으로, LG 프라다의 후속 제품이다. 전화나 문자 수신을 진동으로 알려주는 손목시계 형태의 전용 블루투스 액세서리인 '프라다 링크'를 번들로 제공한다.

## 같이 보기
- 싸이언 프라다 II
- LG 프라다
- 싸이언 프라다